# Cantormängden

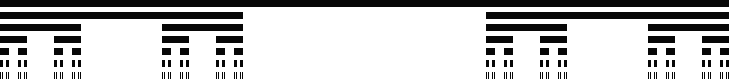
Cantormängden i sju iterationer.

Cantormängden är en fraktal uppkallad av mängdteori efter den tyske matematikern Georg Cantor. Cantormängden motsvaras av någonting mellan en punkt och en linje, en bruten linje, där linjens fragment (punkter) samlar sig i kluster som grupperar sig två och två och där varje kluster innehåller två nya kluster.

## Konstruktion
Man kan konstruera Cantormängden på följande sätt:
1. Tag en linje (den översta raden i bilden ovan).
2. Gör två kopior av linjen och förminska dessa till en tredjedel av den ursprungliga längden. Sätt sedan upp kopiorna så att deras ytterändar når samma punkt som änden av den ursprungliga linjen, (nästa rad).
3. Upprepa från steg 2 för varje ny linje som uppstått.

Alternativt kan man i steg två välja att avlägsna den mellersta tredjedelen av linjen, det ger samma resultat.
En explicit formel för Cantormängden är
{\displaystyle C=\bigcap _{m=1}^{\infty }\bigcap _{k=0}^{3^{m-1}-1}\left(\left[0,{\frac {3k+1}{3^{m}}}\right]\cup \left[{\frac {3k+2}{3^{m}}},1\right]\right)}
eller
{\displaystyle C=[0,1]\setminus \bigcup _{m=1}^{\infty }\bigcup _{k=0}^{3^{m-1}-1}\left({\frac {3k+1}{3^{m}}},{\frac {3k+2}{3^{m}}}\right).}

## Storlek
Cantormängden har Lebesguemåttet {\displaystyle 0}. Den har dock samma kardinalitet som {\displaystyle \mathbb {R} }. Dess dimensionstal är {\displaystyle {\frac {\ln(2)}{\ln(3)}}} vilket är ungefär {\displaystyle 0{,}6309298}, där det dimensionsbegrepp som använts är Hausdorffdimension. Det kommer av att den har en självliknande struktur: den består av två kopior av sig själv, var och en skalad med en faktor av {\displaystyle 1:3}. Se artikel om Hausdorffdimension för vidare diskussion om dimensionen hos fraktaler.

## Topologiska egenskaper
Eftersom Cantormängden är komplementet till en union av öppna mängder är den en sluten mängd som en delmängd av intervallet {\displaystyle [0,1]} (med avseende på den vanliga topologin). Därför är den också kompakt och ett fullständigt metriskt rum. Det gäller också att varje punkt i Cantormängden är en hopningspunkt. Cantormängden är homeomorf med {\displaystyle \{0,1\}^{\mathbb {N} }}, rummet som består av oändliga följder av symbolerna {\displaystyle \{0,1\}}, där {\displaystyle \{0,1\}} utrustats med den diskreta topologin, och {\displaystyle \{0,1\}^{\mathbb {N} }} med produkttopologin.

## Funktionssystem
För att förflytta sig från punkt till punkt i cantordammet kan man bruka ett itererande funktionssystem, så kallad IFS. Sådana finns det en mängd olika som kan skapa en Cantormängd. Här följer exempel på två metoder:

### Slumpvandring
1. Välj två punkter (blå och röd i bilden ovan) och placera dig i den ena av dem.
2. Välj slumpvis någon av de två punkterna och förflytta dig {\displaystyle 2/3} av sträckan dit.
3. Markera aktuell position (grön punkt i biden) och upprepa sedan från steg 2.

### Slumpspelet
Om man vill bruka ett lite mer matematiskt språk så är en annan typ av IFS, "slumpspelet" lite enklare att använda. Här används ett slumptal som index ({\displaystyle i}) för att välja mellan två olika regeluppsättningar. I det här fallet antar alltså {\displaystyle i} värdet {\displaystyle 0} eller {\displaystyle 1}. (Skalningsfaktorn är samma i båda reglerna så den är inte indexerad.)
Regler:
{\displaystyle s=1/3}
{\displaystyle a_{0}=-2/3}
{\displaystyle a_{1}=2/3}
Funktion:
{\displaystyle x}n+1{\displaystyle =sx_{n}+a_{i}}
Om utgångsläget, {\displaystyle x_{0}} sätts till en punkt på Cantormängden så kommer sedan varje ny iteration av systemet låta värdet på {\displaystyle x_{n}} hoppa mellan punkterna i Cantormängden på samma sätt som vid "slumpvandring" ovan. Värdena på den indexerade konstanten {\displaystyle a_{i}} är inte absoluta utan bestämmer cantordammets utbredning, med de aktuella värdena så kommer utbredningen vara {\displaystyle -1<x_{n}<1}. Skalningsfaktorn däremot är av större betydelse, {\displaystyle 1/3} är det kanoniska cantordammet men alla värden {\displaystyle 0<s<(1/2)} fungerar. (Större värden ger en linje, {\displaystyle \log(2)/\log(2)=1{,}0}).

## Flera dimensioner
Cantormängden i två eller flera dimensioner brukar ibland kallas för Cantordamm.

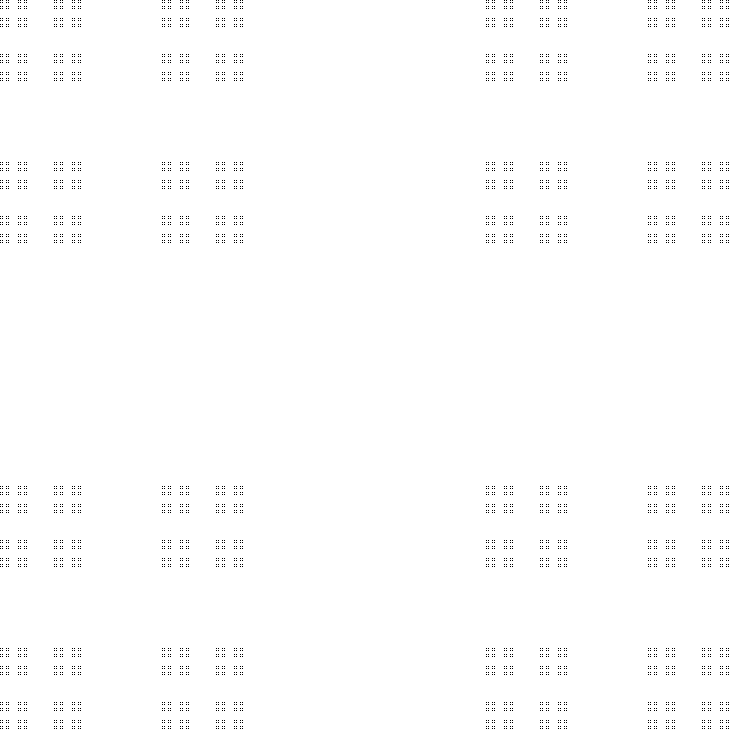
Cantordamm i två dimensioner

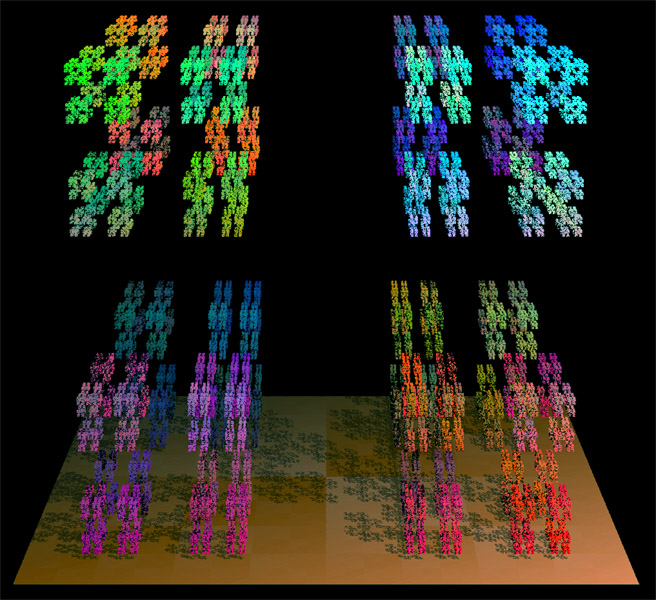
Cantordamm i tre dimensioner (Cantorkub)

Om man lägger till en y-axel och behandlar den separat på samma sätt som x-axeln, så skapas en Cantormängd i två dimensioner, med en z-axel så erhålls tre dimensioner och så vidare Dimensionstalet för ett x/y-cantordamm är {\displaystyle \log(4)/\log(3)} (fyra kopior, skala {\displaystyle 1:3}) eller ungefär {\displaystyle 1{,}26186}, för ett x/y/z-cantordamm blir dimensionstalet {\displaystyle \log(8)/\log(3)} vilket är ungefär {\displaystyle 1{,}892789}.